# Kondé József Benedek
Póka-teleki Kondé József Benedek (Pozsony, 1760. február 26. – Karva, 1831. március 5.) királyi udvarnok, jószágkormányzó, táblabíró, író, mecénás, szolgabíró.

## Élete
Nagyszombatban kitűnő tanítványa volt Katona Istvánnak. Azután szolgabíró lett Esztergom vármegyében, később az esztergomi érsekség jószágkormányzója, Esztergom, Komárom, Hont és Pozsony vármegyék táblabírája és királyi udvarnok. 1815-ben nyugalomba vonult. Sokat buzgólkodott a nemzeti nyelv és irodalom érdekében: Révai Miklósnak, Virág Benedeknek és Kultsár Istvánnak lelkes barátja volt. 
Arcképe rézmetszet, rajzolta Kallianer, metszette Czetter 1804-ben.

## Művei
- II. Fridrik burkusok királya. Az országlások nemeiről és az országlóknak kötelességeikről. Ford. Pest, 1790.
- Gazdaság-beli jegyzések. Pozsony, 1807. és Pest, 1814. Két kötet. Első kötet

Kiadta a 'Máró Virgilius Publiusnak Georgikonja' (ford. Kőszegi Rájnis József. Pest, 1814) c. munkát; a 'Horátzius poétikája' (ford. Virág Benedek. Pest, 1801) c. mű elsősorban neki köszönhette megjelenését.
Levelei Virág Benedekhez: Karva 1881. máj. 1., 1824. ápr. 3., 1827. nov. 10., 1828. aug. 23., 1829. nov. 13. (a m. n. múzeumban.)